# Garsenda ze Sabranu
Garsenda ze Sabranu (1180 – 1242/1257) byla od roku 1193 sňatkem hraběnka z Provence a od roku 1209 z vlastního práva hraběnka z Forcalquier. Byla patronkou okcitánské literatury, zvláště trubadúrů, a sama psala lyrickou poezii a jako Garsenda de Proensa se řadí mezi trobairitz (ženské trubadúrky). Byla, slovy svých posledních redaktorů, „jednou z nejmocnějších žen v okcitánských dějinách“.

## Mládí a manželství
Garsenda se narodila jako dcera Rainoua (nebo Réniera), pána z Caylaru a Ansouis z rodu Sabran, a Garsendy, dcery Viléma IV. z Forcalquier. Byla pojmenována po své matce, dědičce Forcalquier, která však zemřela ještě před svým otcem. Po dědečkovi následně zdědila hrabství Garsenda. Bylo jí asi třináct let, když její děd Vilém IV. podepsal s Alfonsem II. smlouvu z Aix, podle níž Garsenda zdědí Vilémovo hrabství a provdá se za Alfonse. Svatba se uskutečnila v červenci 1193 v Aix-en-Provence. Manželé spolu měli minimálně dvě děti, syna Ramona Berenguera a dceru Garsendu, která se provdala za Vilíma II. z Montcady.

## Regentství a patronát
V roce 1209 zemřel její děd Vilém i manžel Alfons a Garsenda se stala opatrovníkem jejich syna a dědice Ramona Berenguera. Původně její švagr Petr II. Aragonský přidělil regentství Provence svému bratru Sanchovi, ale když Petr v roce 1213 zemřel, stal se Sancho regentem Aragonu a předal Provence a Forcalquier svému synovi Nuño Sánchezovi. Mezi Katalánci a přívrženci hraběnky, která obvinila Nuña z pokusu nahradit svého bratrance v hrabství, vypukla neshoda. Provensálská aristokracie původně využila situace pro své ambiciózní cíle, ale nakonec se spojila s Garsendou a odstranila Nuña, který se vrátil do Katalánska. Regentství bylo předáno Garsendě a byla zřízena regentská rada složená z domácích šlechticů.

Erb rodu Sabran (konec 12. století)

Pravděpodobně během svého regentství (1209/1213–1217/1220) se Garsenda začala zajímat o literární kruh básníků, i když Elias de Barjols označuje za svého patrona Alfonse. Existuje tenso mezi bona dompna (dobrou dámou), identifikovanou v jedné písni jako la contessa de Proessa, a anonymním trubadúrem. Dvě cobla výměny se nacházejí ve dvou různých řádech ve dvou rukopisech, nazývaných F a T, které je uchovávají. Nelze tedy vidět, kdo promluvil první, ale ženina polovina začíná Vos q'em semblatz dels corals amadors (Připadáte mi jako amatérský sbor). V básni hraběnka vyznává svou lásku ke svému partnerovi, který pak odpovídá zdvořile, ale opatrně. Podle některých výkladů je trubadúrem Gui de Cavaillon, jehož vida (stručná biografie) opakuje fámu (pravděpodobně nepodloženou), že byl milencem hraběnky. Gui byl však u provensálského dvora mezi lety 1200 a 1209, což by posouvalo termín výměny trochu dopředu. Elias de Barjols se do ní zjevně „zamiloval“ když ovdověla a psal o ní písně „po zbytek svého života“, dokud nevstoupil do kláštera. Raimon Vidal de Bezaudun také ocenil její proslulý patronát nad trubadúry.

## Pozdější život

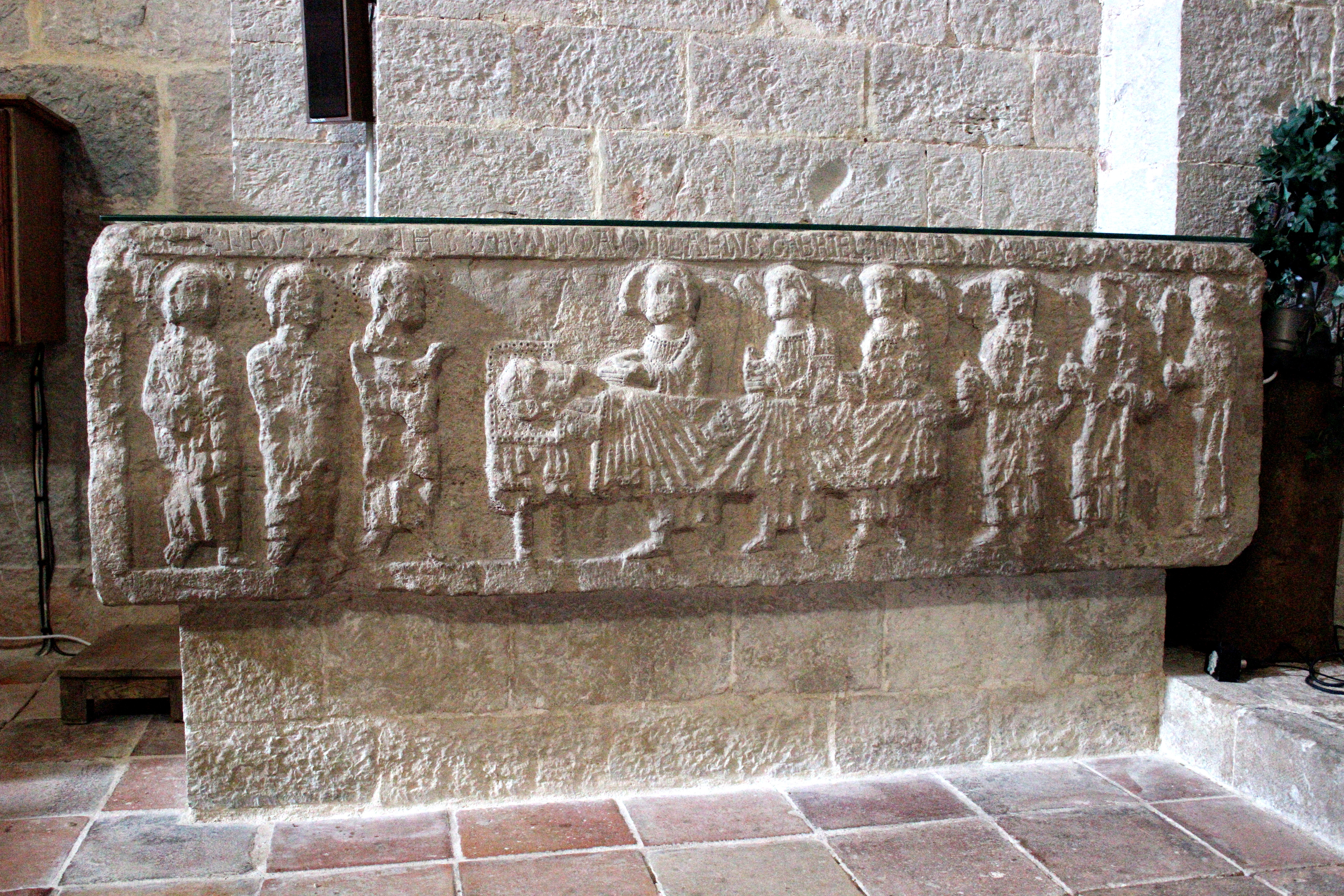
Hrobka Garsendy z Forcalquier, klášter La Celle

V roce 1220 byl prostřednictvím arcibiskupa z Aix, Bermonda le Cornu, částečně neutralizován Vilém II. ze Sabranu, synovec Viléma IV., který si dělal nárok na Forcalquier a byl ve vzpouře v oblasti Sisteron. V roce 1217 nebo 1220 Garsenda postoupila Forcalquier svému synovi a předala mu otěže vlády.
Kolem roku 1225 Garsenda odešla do kláštera La Celle. V roce 1242 odjela navštívit svou novorozenou pravnučku Beatrix Anglickou a její rodiče do Bordeaux. Jelikož otec nemluvněte, Jindřich III. Anglický, byl v té době zapojen do války s Francii, přivezla mu do služeb šedesát rytířů. Garsenda mohla být naživu až do roku 1257, kdy jistá žena toho jména provedla donaci kostelu St-Jean pod podmínkou, že budou ponecháni tři kněží, aby se modlili za duši její a jejího manžela.